# سلوسا
سلوسا یا سالاواسا یا آغلاسون (انگلیسی: Ağlasun) نام یک ناحیه در استان بوردور در منطقه مدیترانه ترکیه است. این شهر ۷ کیلومتر با خرابه‌های شهر باستانی ساگالاسوس فاصله دارد.